# 三上春海
三上 春海（みかみ はるみ、男性、1991年10月6日 - ）は、日本の歌人。新潟県出身、北海道在住。「北海道大学短歌会」OB。短歌同人「稀風社」主宰。北海道大学大学院農学院博士後期課程修了、専攻は土壌物理学。なお三上春海は筆名。

## 歌歴
2010年4月に北海道大学入学後、Twitterで作歌を始める。2015年、北海道大学大学院農学院修士課程在学中に、投稿評論「歌とテクストの相克」で第33回現代短歌評論賞を受賞。
2011年1月、同人誌発行所「稀風社」を鈴木ちはねとともに創設。同年10月、北海道大学短歌会に入会。石井僚一や山田航と交流を持つ。2014年、穂村弘トリビュート同人誌『手紙魔まみ、わたしたちの引越し』に連作『まみかみん』を発表。2015年11月、評論同人誌『誰にもわからない短歌入門』を、鈴木ちはね、寺井龍哉、石井僚一と共に刊行。2018年、石井僚一の初の歌集『死ぬほど好きだから死なねーよ』批評会イベントの司会進行を務める。この批評会は北海学園大学で開催された。2019年、月岡道晴（國學院大學北海道短期大学部教授）が、朝日カルチャーセンター札幌で、「時代の先端を走る、熱くてみずみずしい短歌の作品群」として三上の作品を取り上げている。

## 作品リスト
商業誌掲載作のみ

### 雑誌掲載作品

#### 単著
論考
- 「歌とテクストの相克」 - 『短歌研究』2015年10月号（短歌研究社）
- 「「極」/現在」 - 『現代短歌』2019年5月号（現代短歌社）

エッセイなど
- 「もうすこし別の感情を言う（逆選の面白さ）」 - 『短歌』2016年3月号（KADOKAWA）
- 「終わりの可能性」 - 『短歌研究』2017年7月号（短歌研究社）
- 「〈心の火〉/を疑うこと」 - 『短歌研究』2019年10月号（短歌研究社）
- 「〈流動体〉について」 - 『現代短歌』2020年3月号（現代短歌社）
- 「〈さびしさ〉について」[9] - 『短歌ムック ねむらない樹 vol.5』（書肆侃侃房、2020年8月）
- 「〈わがまま〉について/〈無責任〉について」 - 『短歌研究』2020年10月号（短歌研究社）

歌
- 「青色本、楽しいな」(10首とエッセイ) - 『短歌研究』2015年11月号（短歌研究社）
- 「天使の動態学」（7首） - 『現代短歌』2019年3月号（現代短歌社）
- 「自選10首」 - 『現代短歌』2021年9月号（現代短歌社）
- 「死の島/霜月」（5首） - 『現代短歌新聞』2021年12月号（現代短歌社）
- 「Metamorphosis/raspberry」（12首） - 『現代短歌』2022年9月号（現代短歌社）

#### 共著
- 「最近刊歌集・歌書評・共選」（本木巧、尾﨑朗子との共編著） - 『短歌研究』2018年6月号（短歌研究社）
- 「最近刊歌集・歌書評・共選」（本木巧、尾﨑朗子との共編著） - 『短歌研究』2018年7月号（短歌研究社）

### その他
- 書評（田中教子著『覚醒の暗指』） - 『短歌』2018年12月号
- 「「心の花」的なもの 書評 佐佐木幸綱著『心の花の歌人たち』」 - 『現代短歌新聞』2019年7月号
- 解説 - 永田和宏『メビウスの地平』文庫版第二版、2020年1月25日発行、現代短歌社
- 書評（尾崎まゆみ『レダの靴を履いて　塚本邦雄の歌と歩く』） - 『短歌』2020年2月号
- 「大いなる混沌へ 書評 加藤治郎著『岡井隆と現代短歌』」 - 『短歌研究』2021年11月号